# 蛇歧鬚鮠
蛇歧鬚鮠，為輻鰭魚綱鯰形目倒立鯰科的其中一種，為熱帶淡水魚，分布於非洲肯亞Athi與Tana河流域，體長可達12.4公分，棲息在底中層水域，生活習性不明。